# Кіма (Техас)
Кіма (англ. Kemah) — місто (англ. city) в США, в окрузі Галвестон штату Техас. Населення — 1807 осіб (2020).

## Географія
Кіма розташована за координатами 29°31′48″ пн. ш. 95°1′12″ зх. д. / 29.53000° пн. ш. 95.02000° зх. д. (29.529950, -95.020105).  За даними Бюро перепису населення США в 2010 році місто мало площу 4,94 км², з яких 4,76 км² — суходіл та 0,18 км² — водойми.

## Демографія
Згідно з переписом 2010 року, у місті мешкали 1773 особи в 644 домогосподарствах у складі 473 родин. Густота населення становила 359 осіб/км².  Було 787 помешкань (159/км²).
Расовий склад населення:
| - 83,9 % — білих - 6,1 % — азіатів - 4,4 % — чорних або афроамериканців - 0,3 % — корінних американців - 3,9 % — осіб інших рас |

До двох чи більше рас належало 1,4 %. Частка іспаномовних становила 17,7 % від усіх жителів.
За віковим діапазоном населення розподілялося таким чином: 24,9 % — особи молодші 18 років, 65,5 % — особи у віці 18—64 років, 9,6 % — особи у віці 65 років та старші. Медіана віку мешканця становила 37,6 року. На 100 осіб жіночої статі у місті припадало 101,2 чоловіків;  на 100 жінок у віці від 18 років та старших — 95,9 чоловіків також старших 18 років.
Середній дохід на одне домашнє господарство  становив 95 750 доларів США (медіана — 70 500), а середній дохід на одну сім'ю — 107 815 доларів (медіана — 83 750). Медіана доходів становила 51 726 доларів для чоловіків та 41 607 доларів для жінок. За межею бідності перебувало 5,4 % осіб, у тому числі 9,9 % дітей у віці до 18 років та 5,5 % осіб у віці 65 років та старших.
Цивільне працевлаштоване населення становило 1128 осіб. Основні галузі зайнятості: освіта, охорона здоров'я та соціальна допомога — 17,3 %, виробництво — 15,8 %, науковці, спеціалісти, менеджери — 14,5 %, роздрібна торгівля — 13,9 %.